# CUTC
CUTC (англ. CutC copper transporter) – білок, який кодується однойменним геном, розташованим у людей на короткому плечі 10-ї хромосоми. Довжина поліпептидного ланцюга білка становить 273 амінокислот, а молекулярна маса — 29 341.
| 10         |  | 20         |  | 30         |  | 40         |  | 50         |
| ---------- |  | ---------- |  | ---------- |  | ---------- |  | ---------- |
| MKRQGASSER |  | KRARIPSGKA |  | GAANGFLMEV |  | CVDSVESAVN |  | AERGGADRIE |
| LCSGLSEGGT |  | TPSMGVLQVV |  | KQSVQIPVFV |  | MIRPRGGDFL |  | YSDREIEVMK |
| ADIRLAKLYG |  | ADGLVFGALT |  | EDGHIDKELC |  | MSLMAICRPL |  | PVTFHRAFDM |
| VHDPMAALET |  | LLTLGFERVL |  | TSGCDSSALE |  | GLPLIKRLIE |  | QAKGRIVVMP |
| GGGITDRNLQ |  | RILEGSGATE |  | FHCSARSTRD |  | SGMKFRNSSV |  | AMGASLSCSE |
| YSLKVTDVTK |  | VRTLNAIAKN |  | ILV        |  |            |  |            |

A: Аланін

C: Цистеїн

D: Аспарагінова кислота

E: Глутамінова кислота

F: Фенілаланін

G: Гліцин

H: Гістидин

I: Ізолейцин

K: Лізин

L: Лейцин

M: Метіонін

N: Аспарагін

P: Пролін

Q: Глутамін

R: Аргінін

S: Серин

T: Треонін

V: Валін

Білок має сайт для зв'язування з іоном міді, іонами металів. 
Локалізований у цитоплазмі, ядрі.